# Полет 0992 на „Дана Еър“
Полет 0992 на „Дана Еър“ е редовен вътрешен пътнически полет от международното летище „Ннамди Азикиве“, Абуджа, до летище „Лагос“, Лагос, Нигерия, управляван от „Дана Еър“. На 3 юни 2012 г. самолетът „Макдонъл Дъглас MD-83“, който изпълнява полета, не успява да достигне предназначението си и се блъска в сгради в гъсто населен квартал в Лагос и убива 147 пътници и 6 членове на екипажа на борда и шестима на земята. Много жители първоначално объркват експлозията, причинена от катастрофата, за нападение от терористичната групировка „Боко Харам“. Съдебномедицински анализ разкрива, че 27 души в самолета, всички от които седят отзад, първоначално оцеляват в катастрофата.
Бюрото за разследване на произшествия заключава, че и двата двигателя загубват мощност по време на захода към Лагос. Неправилното сглобяване прекъсва горивопровода на двигателите, което довежда до липса на подаване на гориво и към двата. По време на първоначалната поредица от повреди на двигателя пилотите решават да не обявяват аварийна ситуация, докато и вторият двигател не загуби мощност по време на последния заход. Липсата на ситуационна осведоменост и лошото вземане на решения от пилотите допълнително усложнява обстановката.
Катастрофата е петата голяма нигерийска авиационна катастрофа за десетилетието, след инцидентите със самолети при полет 4226 на „EAS Еърлайнс“ през 2002 г., полет 210 на „Белвю Еърлайнс“ и полет 1145 на „Сосолисо Еърлайнс“ през 2005 г. и полет 053 на „ADC Еърлайнс“ през 2006 г. Това довежда до промени в националния авиационен сектор, авиационната безопасност на Нигерия се подобрява значително и страната запазва статуса на категория 1 за своята авиационна безопасност. Това остава най-смъртоносната катастрофа на търговски самолет в историята на Нигерия след въздушната катастрофа в Кано през 1973 г.